# Kepler-Kessel

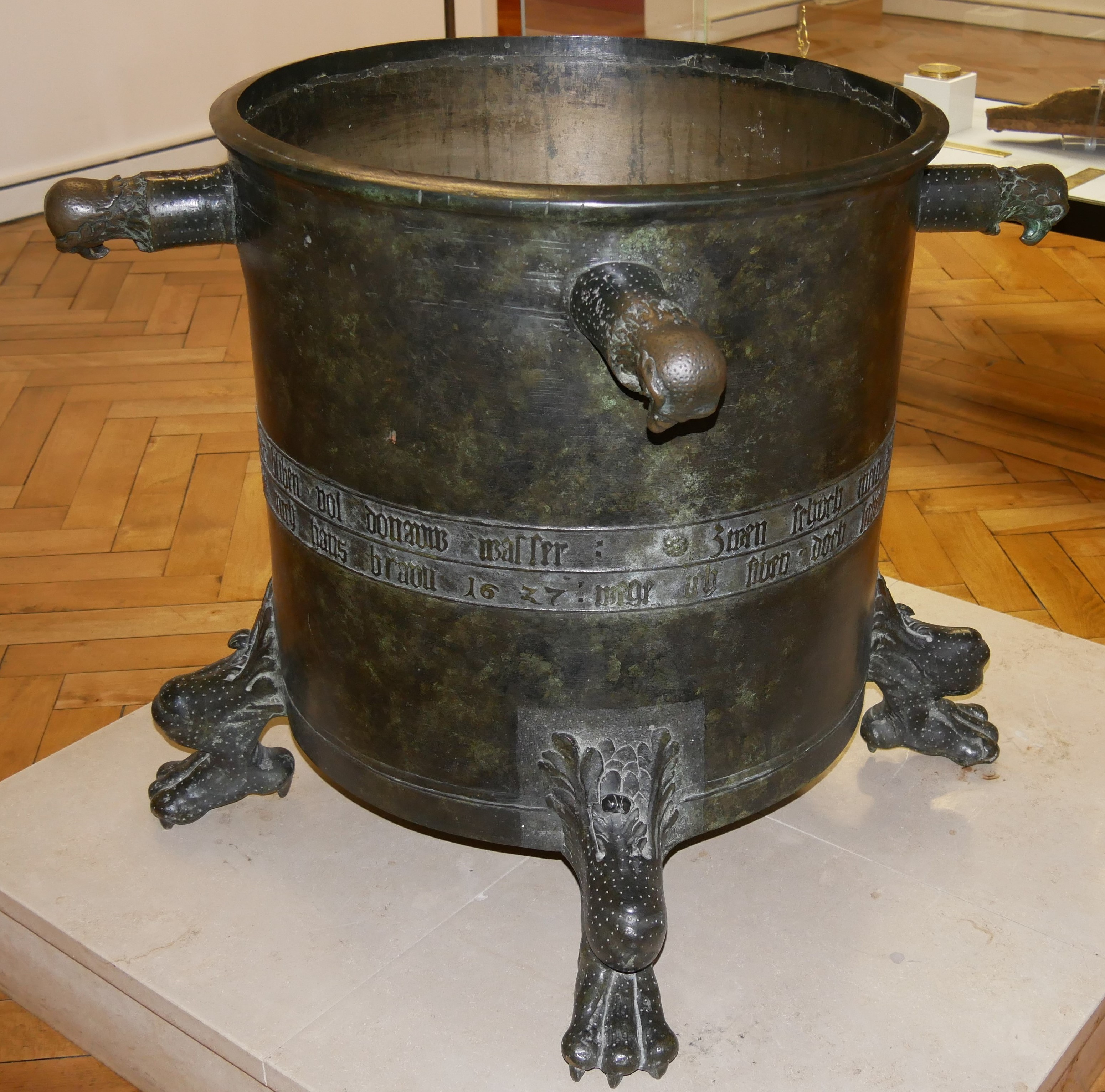
Kepler-Kessel (Ulmer Kessel) von 1627 im Museum Ulm.

Der Kepler-Kessel (Ulmer Kessel) ist eine Maßverkörperung der Ulmer Maße Zentner (Gewichtsmaß), Eimer (Inhaltsmaß, insb. für Wein), Elle (Längenmaß, insb. für Leinwand), Schuh (Längenmaß) und Ime (Inhaltsmaß, insb. für Getreide), das der Astronom Johannes Kepler während seines Ulmer Aufenthalts 1626–1627 zum Druck der Rudolfinischen Tafeln im Auftrag des Rats der Stadt entworfen hatte. Bis 1626 bestand in Ulm das Problem, dass für Eichungen und Kalibrierungen unterschiedliche Urmaße eingesetzt wurden, was zu erheblichen Problemen bei Abrechnungen im Handel führte.
Kepler empfahl die Anfertigung eines zylindrischen Gefäßes, das die exakten Längen-, Raum- und Gewichtseinheiten in sich vereint und geometrisch und arithmetisch zueinander in Beziehung setzt. Obgleich das einfachere Dezimalsystem damals schon bekannt war, verzichtete Kepler darauf, denn das hätte einen zu starken Eingriff in die herkömmlichen Einheiten bedeutet. Überhaupt sollten die Veränderungen möglichst gering sein mit Rücksicht auf die vielen Handelsbeziehungen Ulms und auch die Akzeptanz der einfachen Bürger.
Das Gefäß sollte so konstruiert werden, dass es alle gängigen Ulmer Maße in sich vereinigt und ablesbar macht. Aus seinem Innendurchmesser von 1 Elle (= 0,6 m) und einer Innentiefe von 2 Schuh (1 Schuh = 0,292 m) ergibt sich ein Inhalt von 1 Eimer (= 164,6 l), was mit Wasser gefüllt (spezifisches Gewicht = 1,0) 3½ Zentnern (1 Zentner = 47,03 kg) entspricht. Füllt man das Eichgefäß 64-mal, so erhält man 90 Ime (1 Ime = 117,08 l). (Alle Angaben Näherungswerte im Rahmen der damaligen Fertigungsgenauigkeit.)
Mit der schwierigen Aufgabe der Anfertigung des Gefäßes wurde im Frühsommer 1627 Hans Braun beauftragt. Das Gefäß wurde nach genauen Vorgaben Keplers in Bronze gegossen und erhielt als einzigen Zierrat vier als Greifenklauen gestaltete Füße und Griffe mit vier Raubvögelköpfen. Sein Leergewicht entspricht mit 3½ Zentnern dem Gewicht einer Füllung mit Wasser.
Über die Anwendung des Gefäßes gibt eine umlaufende Inschrift in Versform Auskunft (Beginn bei einer kleinen Rosette, Doppelpunkte in der Inschrift kennzeichnen das Ende der ersten und die Fortsetzung in der zweiten Zeile):
```
zwen schuch mein tieffe ein eln mein quer • ein geeichter aimer macht mich lehr • dan sind mir vierthalb centner bliben • vol donauw wasser :
: wege ich siben • doch lieber mich mit kernen euch • und vierund sechzig mal abstreich • so bistu neinzig ime reich • gos mich hans braun 1627
```

(Anmerkung: "vierthalb" früher für 3½, siehe Hammer). Ursprünglich war Keplers Intention für die Inschrift ein Siebenzeiler im Reimschema aa – bb – ccc in vierhebigem jambischem Versmaß; dies wurde bei der Herstellung des Kessels abgeändert, die hochgestellten Punkte im Text der Inschrift verweisen jedoch noch darauf.
Das Besondere an dem Gefäß ist, dass es Kepler gelang, fünf Maße in einem Objekt zu verkörpern und so ein universelles Ur-Maß für die Eichung zu schaffen.
Das Gefäß wurde nach Fertigstellung in das heute noch erhaltene Steuerhaus am Weinhaus verbracht. Man griff darauf zurück, wenn es galt, die für den täglichen Gebrauch verwendeten kleineren Eichgefäße und -maße zu kontrollieren. Einem Hinweis von M. Dieterich zufolge (Beschreibung der Stadt Ulm, 1825, S. 65f.) war der „Kepler-Kessel“ spätestens im frühen 19. Jahrhundert im ersten Stock des Rathauses aufgestellt. Wann genau der Kessel dorthin kam, ist unbekannt. Über den 1841 gegründeten Verein für Kunst und Altertum gelangte er schließlich in das Ulmer Museum, wo er in der stadtgeschichtlichen Abteilung als einzigartiges kulturhistorisches Zeugnis bewundert werden kann. Ein Replikat des Kessels befindet sich im Kepler-Museum zu Weil der Stadt, dem Geburtsort Johannes Keplers.